# Wahpekute Indijanci
Wahpekute /wakhpe, leaf;  kute, to shoot: = shooters in the leaves, shooters among the leaves)/, jedno od sedam plemena saveza Sioux. iz skupine Santee, srodno Mdewakantonima. Jedno su od njihovih najmanjih plemena koje je živjelo u vrijeme dolaska Francuza (1678-1680) blizu jezera Mille Lacs u Minnesoti. Kasnije ih razni izvori lociraju na raznim mjestima u Minnesoti. Carver (1766) kaže da žive na rijeci Minnesota. Z. M. Pike (1806) nalazi ih između Mississippija i Missouri. Stalnih naselja nisu imali nego su lutali krajevima po kojima su lovili, a njihove nastambe bile su kožni šatori. Sibley (Minn. Hist. Coll., iii, 250, 1880) kaže da su 1834. imali sela na rijeci Cannon blizu  Faribaulta u Minnesoti, i oko 150 ratnika. Između 1842 i 1857. poglavice su im bili Wamdisapa (Black Eagle) i Tasagi. Wamdisapa se s dijelom plemena odvojio od ostatka Wahpekuta i krenuo na zapad, nastanivši se na rijeci Vermillion u Južnoj Dakoti. Njegov sin bio je Inkpaduta, ratni poglavica Santeeja, koji sudjeluje u pokolju poznatom kao Spirit Lake Massacre (pokolju na jezeru Spirit) i ustanku Siouxa 1862. Danas žive s Mdewakanton Indijancima na rezervatu Santee u Nebraski; Crow Creek, Južna Dakota; Lake Traverse, Sjeverna Dakota; Fort Peck, Montana i Upper Sioux, Minnesota.

## Vanjske poveznice
- Wahpekute Dakota Sioux